# Llista de capítols de Wind Breaker
Wind Breaker (ウインドブレイカー, Uindo Bureikā) és una sèrie de manga japonesa escrita i il·lustrada per Satoru Nii. Va començar a serialitzar-se al lloc web de manga Magazine Pocket de Kodansha el gener de 2021.
Distrito Manga va començar a publicar-ne el manga en català el 16 de març de 2023.

## Publicació
| - Capítol 1: En Sakura i el Fûrin - Capítol 2: Herois admirats - Capítol 3: Fanàtic - Capítol 4: L'home del cim - Capítol 5: La Shishitôren |

| - Capítol 6: El detonant - Capítol 7: Hajime Umemiya - Capítol 8: Col·lisió - Capítol 9: La vigília de la batalla - Capítol 10: Kyôtarô Sugishita vs. Yukinari Arima | - Capítol 11: Un bon jan - Capítol 12: Les escales de la maduresa - Capítol 13: Vincles - Capítol 14: El déu de la guerra |